# Telephae
Telephae är ett släkte av skalbaggar. Telephae ingår i familjen vivlar.

## Dottertaxa tillTelephae, i alfabetisk ordning[1]
- Telephae adspersa
- Telephae bimaculata
- Telephae brachythorax
- Telephae burgeoni
- Telephae carinirostris
- Telephae conereta
- Telephae cupida
- Telephae dajak
- Telephae denticollis
- Telephae diffusa
- Telephae dispersa
- Telephae ferruginipes
- Telephae glabra
- Telephae grisea
- Telephae griseofasciata
- Telephae insolita
- Telephae laticollis
- Telephae lineolata
- Telephae luctuosa
- Telephae maculithorax
- Telephae metata
- Telephae minuta
- Telephae muscula
- Telephae muticollis
- Telephae neglecta
- Telephae nigricornis
- Telephae nudofasciata
- Telephae obtusata
- Telephae ornata
- Telephae paryphanta
- Telephae postfasciata
- Telephae propola
- Telephae pusilla
- Telephae repetita
- Telephae sangirensis
- Telephae stelligera
- Telephae stigma
- Telephae striata
- Telephae strigilata
- Telephae undabundus
- Telephae ursula